# Giuditta
Giuditta (niem.: Giuditta) – komedia muzyczna Franza Lehára w pięciu obrazach z 1933 roku. Premiera miała miejsce 20 stycznia 1934 roku w Wiedniu w Staatsoper. Libretto zostało napisane przez Paula Kneplera i Bélę Jenbacha.